# Анадирско плато
Ана̀дирското плато (на руски: Анадырское плоскогорье) е плато, намиращо се в Североизточен Сибир, в централната част на Чукотски автономен окръг. Разположено е в басейна на горното течение на река Анадир и левият ѝ приток Белая (Юрумкувеем). Дължината му от север-североизток на юг-югозапад е около 400 km, а от запад на изток – около 130 km. На запад се свързва с Колимската планинска земя и Анюйския хребет, на север плавно се спуска към Чаунската низина, а на изток и югоизток – към Анадирската низина.
Преобладаващите височини са от 800 до 1100 m. Образувано е от многочислени наслоявания на базалтови, андезитови и дацитови седименти с кредна и палеогенна възраст. В най-южната му част, в завоя на река Анадир се издигат хребетите Шчучи (1148 m) и Осиновски (1183 m). На платото госпадства дребнохрастовата и мъховата тундра. Долната част на склоновете му е покрита с едрохрастова елхова и кедровоклекова тундра и редки гори от сибирска лиственица, а речните тераси – с тревиста тундра и блата. От Анадирското плато водят началото си реките Анадир, левият ѝ приток Белая (Юрумкувеем) и редица по-малки, Малък Анюй (дясна съставяща на Анюй, десен приток на Колима), Чаун и др.